# Schlag den Henssler

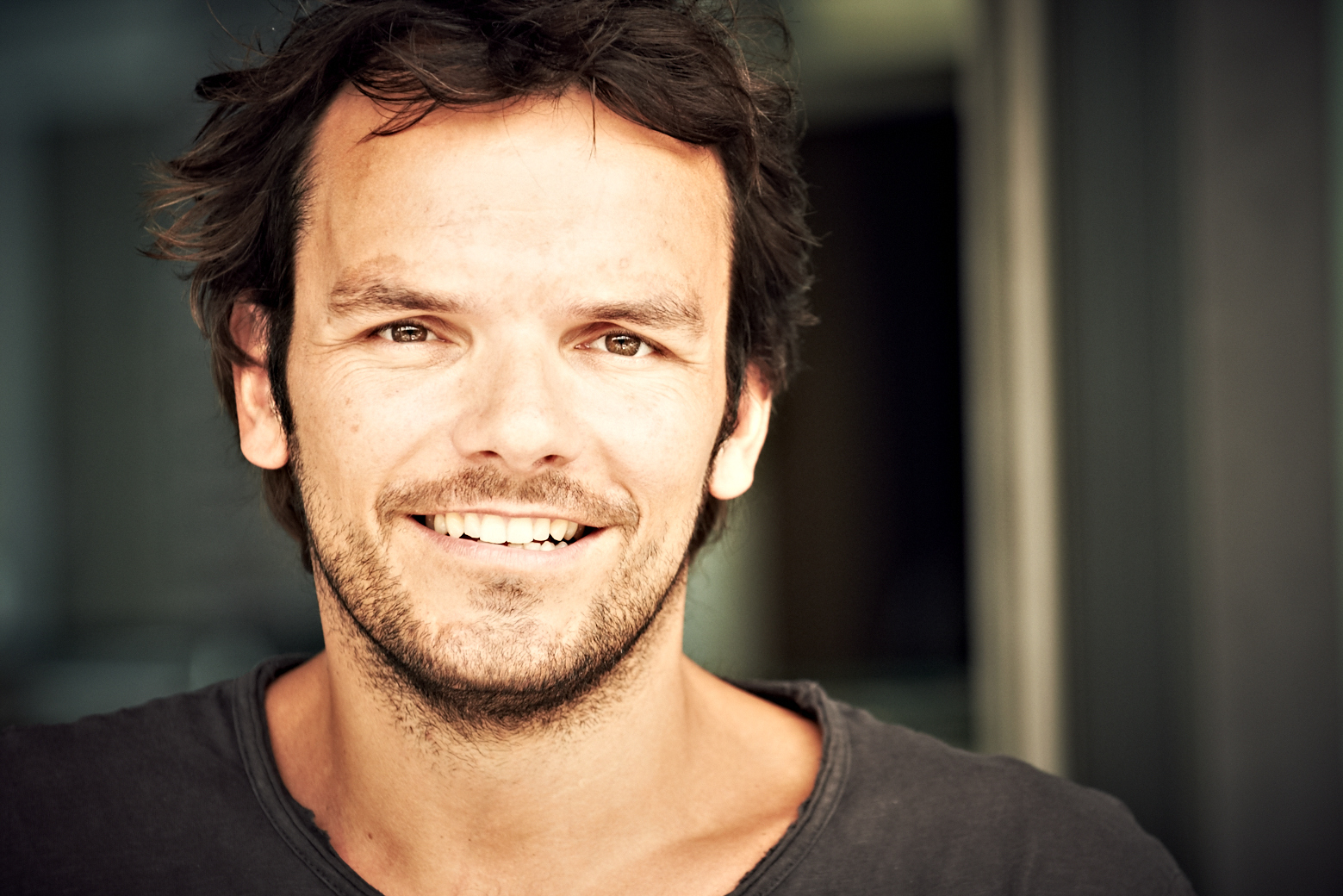
Steffen Henssler

Schlag den Henssler (kurz SdH) ist eine deutsche Spielshow, die von Brainpool TV produziert wurde. Sie basierte auf dem Format Schlag den Raab, das von 2006 bis 2015 ausgestrahlt wurde. Statt Stefan Raab trat Steffen Henssler gegen die Kandidaten an. Die erste Ausgabe wurde am 30. September 2017 auf ProSieben ausgestrahlt.
Die Show wurde in den Brainpool-Studios in Köln-Mülheim produziert und live übertragen. Pro Sendung trat ein Kandidat in verschiedenen Disziplinen bzw. Spielen gegen Henssler an und konnte mindestens 250.000 Euro gewinnen, sofern er Henssler in maximal 16 Spielen besiegen konnte. Sofern Henssler die Sendung für sich entschied, erhöhte sich die Summe um jeweils weitere 250.000 Euro, die der Kandidat in der darauffolgenden Sendung gewinnen konnte.
Am 25. September 2018 gaben ProSieben und Steffen Henssler bekannt, dass Letzterer mit sofortiger Wirkung aus der Sendung aussteige.

## Ablauf der Show und Regeln
In den ersten beiden Folgen wurden zu Beginn der Sendung drei potentielle Kandidaten vorgestellt, aus denen ein Gegner für Henssler mittels kostenpflichtigem Televoting ausgewählt wurde. Hier bestand ein Zeitlimit von drei Minuten, in denen die Zuschauer für einen Kandidaten abstimmen konnten.
In der dritten Folge wurden die drei potentiellen Kandidaten bereits vor der Sendung auf der Website vorgestellt. Der Kandidat wurde per Online-Abstimmung ermittelt, die am Tag der Sendung um 18 Uhr endete. Zu Beginn der Sendung wurde der gewählte Kandidat bekanntgegeben und vorgestellt. Dieses Verfahren sollte auch bei Folge vier verwendet werden, aber nachdem es zu Unstimmigkeiten bei der Onlineabstimmung kam, wurde der Kandidat wieder per Televoting ausgewählt.
Ab Folge fünf gab es ein Qualifikationsspiel zwischen den drei Herausforderern, dessen Sieger dann gegen Henssler antrat.
Die Kontrahenten traten anschließend in maximal 16 Spielen gegeneinander an, wobei es 15 reguläre Spiele sowie ein Stechen im Falle eines Gleichstands nach 15 Spielen gab. Der Kontrahent, der als erster mindestens 61 Punkte erspielte, gewann die Show. Der Kandidat konnte so mindestens 250.000 Euro gewinnen. Wenn der Kandidat verlor, erhöhte sich die Gewinnsumme in der darauffolgenden Sendung um je 250.000 Euro. In jeder Show gab es außerdem mehrere Musikacts.

### Spiele
Henssler und sein Gegner traten in verschiedenen Disziplinen wie Sport, Wissen, Geschicklichkeit, Taktik oder Glück gegeneinander an. Das aus TV total bekannte Quiz Blamieren oder Kassieren war in jeder Sendung eingeplant.
Zwei Spiele fanden auf einem Außengelände direkt vor dem Studio statt. Dabei handelte es sich um Spiele, die komplexe Konstruktionen (Sprungschanze, Turm), große Spielfelder (Fußball, Eishockey) oder Fahrzeuge wie Autos oder Bagger erforderten.

### Wertungssystem
Insgesamt waren im Normalfall bis zu 15 Spiele vorgesehen. Die aufsteigende Nummer des Spiels entsprach dabei der Anzahl der zu gewinnenden Punkte. Der jeweilige Sieger erhielt einen Punkt im ersten Spiel, zwei Punkte im zweiten Spiel usw. Die Sendung galt als gewonnen, wenn einer der Kontrahenten mehr als die Hälfte der 120 Gesamtpunkte, also mindestens 61 Punkte erreichte. Sofern der Kandidat und Henssler nach 15 Spielen jeweils genau 60 Punkte gehabt hätten, hätte es ein „Stechen“ als Entscheidungsspiel gegeben. Gewann ein Kandidat die ersten zehn Spiele, reichten die dafür erhaltenen 55 Punkte noch nicht zum Gesamtsieg, die erforderliche Zahl von 61 Punkten war rechnerisch frühestens mit dem elften Spiel möglich.

### Gewinnsumme
In der ersten Ausgabe konnten 250.000 Euro gewonnen werden. Wenn sich Henssler durchsetzte, erhöhte sich der Jackpot für die nächste Show jeweils um weitere 250.000 Euro. Sofern ein Kandidat den Jackpot gewann, wurde in der folgenden Ausgabe wieder um 250.000 Euro gespielt.

## Moderatoren, Kommentatoren und Schiedsrichter

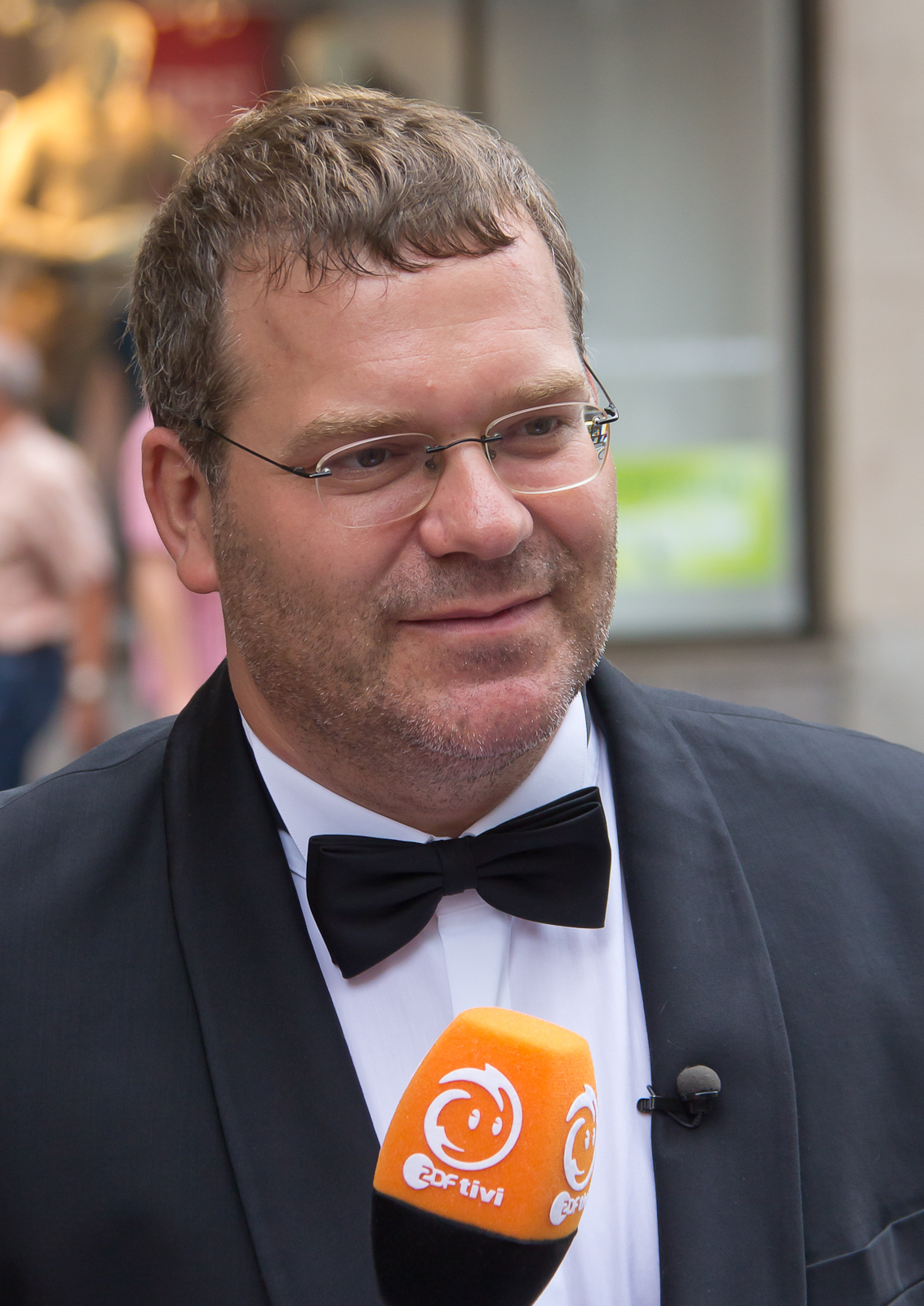
Moderator Elton

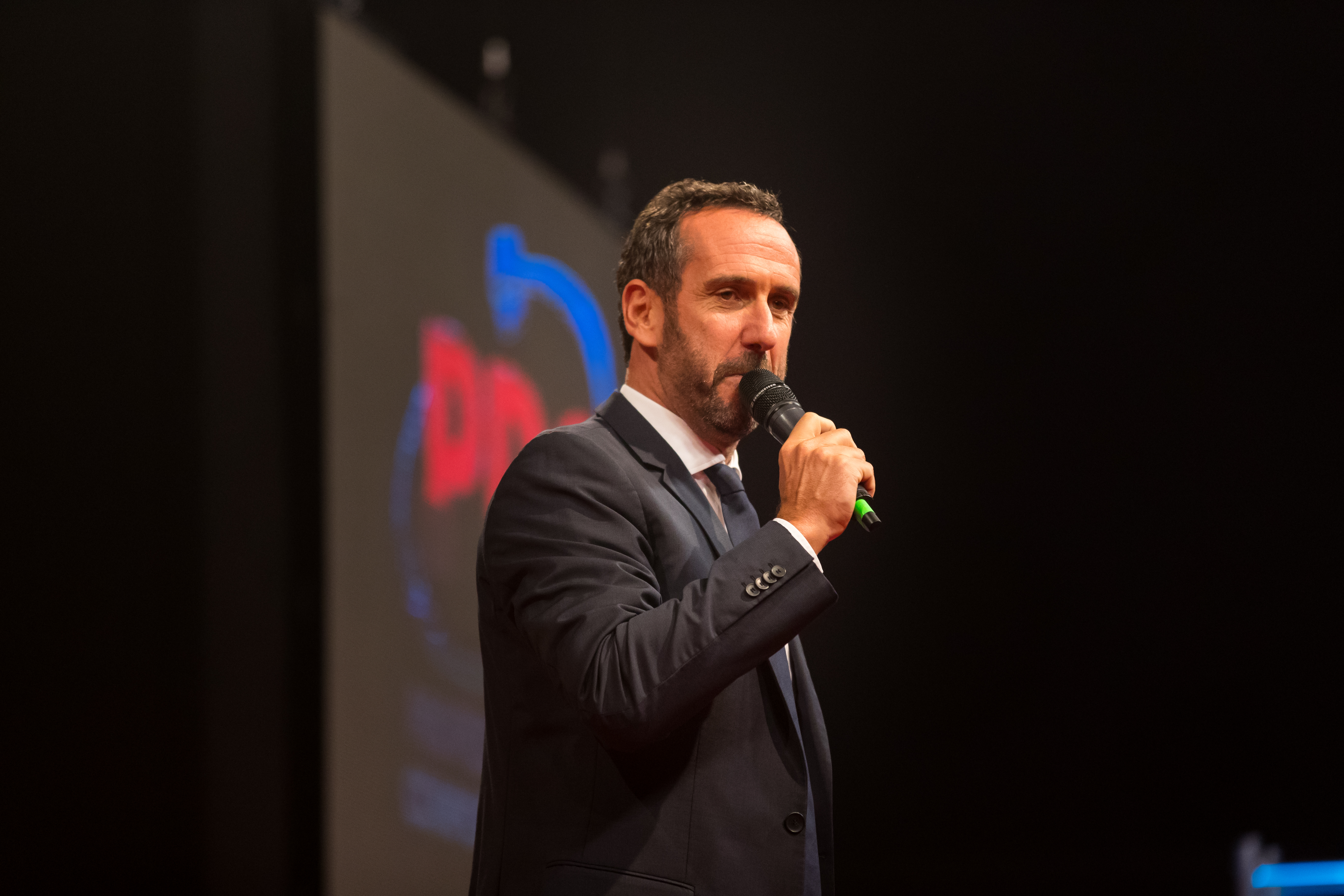
Kommentator Elmar Paulke

Die Sendung wurde von Elton moderiert. Kommentiert wurden die einzelnen Spiele von Elmar Paulke, wobei er teilweise nicht im Studio zu hören war um das Spiel nicht zu beeinflussen.
Bei sportlichen Wettkämpfen wurden Schiedsrichter aus der jeweiligen Sportart oder einer verwandten Disziplin eingesetzt. Die anderen Spiele wurden von Elton geleitet. Für das Spiel Blamieren oder Kassieren wechselte Elton traditionell stets zu einem roten Sakko. Im Hintergrund wurden die einzelnen Spiele von einem Notar überwacht.

## Entwicklung
Am 21. Juni 2017 wurde bekannt, dass Steffen Henssler von VOX zu ProSieben wechselt. Auf den Screenforce Days teilte ProSieben mit, dass ab dem 2. September eine Neuauflage von Schlag den Raab unter dem Titel Schlag den Henssler geplant sei.
Daniel Rosemann, Senderchef von ProSieben, begründete die Neuauflage von Schlag den Raab dadurch, dass „sich die Zuschauer immer wieder ein Comeback der Show gewünscht“ hätten. Zur Wahl von Steffen Henssler als neuen Gastgeber äußerte sich Rosemann, Henssler sei ein „sympathische[r] und zugleich willensstarke[r] Spieler, der sich jeder Herausforderung stellt“. Weiterhin habe Henssler „diesen besonderen, bedingungslosen Ehrgeiz, um in dieser Show bestehen zu können.“
Henssler nahm bereits 2012 und 2014 als prominenter Kandidat an Schlag den Star teil. 2012 gewann er gegen den Kandidaten, während er 2014 gegen Joey Kelly verlor.
Wie Henssler im September 2018 bekannt gab, beende er die Show kurzfristig. Die für Dezember geplante Ausgabe werde in dieser Form bereits nicht mehr realisiert; stattdessen solle Schlag den Star erneut als Samstagabendshow produziert werden.

## Übersicht der Shows

### Ausstrahlung
Schlag den Henssler wurde samstags zur Hauptsendezeit ab 20:15 Uhr live auf ProSieben ausgestrahlt. Wiederholungen wurden am darauffolgenden Sonntag bei ProSieben gezeigt. Außerdem sind alle Ausgaben auf der Website Myspass.de als Video-on-Demand zu sehen. Die Sendung wurde in HD produziert.
Insgesamt wurden 8 Ausgaben gesendet. Da eine Show elf bis 15 Spiele und ein finales Stechen umfassen konnte, war die Länge der Sendungen flexibel. Die kürzeste Ausgabe war die sechste Sendung, die bereits um 0:30 Uhr endete. Die am 5. Mai 2018 ausgestrahlte Show endete erst um 1:34 Uhr und war damit die längste Ausgabe.

### Ergebnisse
Henssler gelang es, fünf der acht Duelle zu gewinnen (62 %). Seine erste Niederlage erfuhr er in der vierten Ausgabe gegen Xabier Urkiaga.
Alle seine Gegner waren Männer und jünger als er selbst.

### Übersicht der einzelnen Ausgaben
| Folge               | Datum         | Spiel- summe | Kandidat             | Beruf            | Alter  | m/w | Ergebnis | Spiele | Sieger   | Sendungs- ende   | Dauer      | Musik                                       |
| ------------------- | ------------- | ------------ | -------------------- | ---------------- | ------ | --- | -------- | ------ | -------- | ---------------- | ---------- | ------------------------------------------- |
| Staffel 1 (2017/18) |               |              |                      |                  |        |     |          |        |          |                  |            |                                             |
| 01                  | 30. Sep. 2017 | 250.000 €    | André Mahler         | Facility-Manager | 31     | m   | 45:75    | 15     | Henssler | 01:20 Uhr        | 5:05       | Fergie, Alice Merton, Gentleman             |
| 02                  | 4. Nov. 2017  | 500.000 €    | Patrick Mical        | Soldat           | 25     | m   | 25:66    | 13     | Henssler | 00:36 Uhr        | 4:21       | Sunrise Avenue, Alina                       |
| 03                  | 16. Dez. 2017 | 750.000 €    | Jup Häusler          | Zollbeamter      | 36     | m   | 33:72    | 14     | Henssler | 01:15 Uhr        | 5:00       | Nico Santos, Johannes Oerding, Daniel Wirtz |
| 04                  | 24. März 2018 | 1.000.000 €  | Xabier Urkiaga       | Lehrer           | 37     | m   | 65:26    | 13     | Kandidat | 01:07 Uhr        | 4:52       | Rea Garvey feat. Kool Savas, Anne-Marie     |
| 05                  | 5. Mai 2018   | 250.000 €    | Jost Knippenberg     | Kinderarzt       | 36     | m   | 26:65    | 13     | Henssler | 01:34 Uhr        | 5:19       | Revolverheld, Bebe Rexha feat. Matt Gresham |
| 06                  | 9. Juni 2018  | 500.000 €    | Leif Antonschmidt    | Doktorand        | 29     | m   | 63:28    | 13     | Kandidat | 00:30 Uhr        | 4:15       | Namika, Welshly Arms                        |
| Staffel 2 (2018)    |               |              |                      |                  |        |     |          |        |          |                  |            |                                             |
| 07                  | 18. Aug. 2018 | 250.000 €    | Christopher Jemitola | Jurastudent      | 28     | m   | 62:29    | 13     | Kandidat | 01:10 Uhr        | 4:55       | Vanessa Mai, Aloe Blacc, Kovacs             |
| 08                  | 22. Sep. 2018 | 250.000 €    | Thomas Deelmann      | Produktmanager   | 33     | m   | 37:68    | 14     | Henssler | 01:01 Uhr        | 4:46       | Bosse, Max Mutzke                           |
| Gesamt              | Gesamt        | 1,75 Mio. €  |                      |                  | ø 31,8 | 8 m | ø 13,5 a | 108    | 3:5 b    | 01:04 Uhr 4:49 c | 01:14:33 d |                                             |

## Besondere Vorkommnisse
- Im Vorfeld der ersten Ausgabe erlitt Henssler einen Muskelfaserriss. Die Show wurde deshalb vom 2. September auf den 30. September 2017 verschoben.
- In der zweiten Ausgabe vom 4. November 2017 gab es beim zweiten Spiel „Sachen Merken“ ein technisches Problem, weswegen kurzfristig eine Werbepause eingeschoben wurde. Nachdem Henssler beim Beispielbild zur Erklärung des Spielablaufs gebuzzert hatte, war das Bild auf den Pulten der Spieler, allerdings nicht auf den großen Bildschirmen im Studio ausgeblendet.
- In der achten Ausgabe vom 22. September 2018 wettete Elton mit Henssler um dessen Sieg in der Show. Sollte Henssler gewinnen, so würde Elton am Ende der Sendung in das in Spiel 4 („Wasserrennen“) gebrauchte Wasserbecken springen. Henssler gewann die Show mit dem 14. Spiel. Während bereits die Abschlussmusik im Hintergrund zu hören war, löste Elton – noch mit Sakko bekleidet – seine Wettschulden ein. Dadurch war die Bilderzusammenfassung der Sendung kürzer als üblich.

## Einschaltquoten
Die Marktanteile von Schlag den Henssler lagen über dem ProSieben-Senderschnitt von 9,5 % in der werberelevanten Zielgruppe, dennoch unter denen von Schlag den Raab. Lediglich die erste Ausgabe schaffte es, an die geringsten Marktanteile einer Raab-Ausgabe anzuknüpfen. Die Quoten der letzten realisierten Folge lagen unter dem Senderschnitt.
| Ausgabe | Datum              | Zuschauer | Zuschauer       | Marktanteil | Marktanteil     |
| Ausgabe | Datum              | Gesamt    | 14 bis 49 Jahre | Gesamt      | 14 bis 49 Jahre |
| ------- | ------------------ | --------- | --------------- | ----------- | --------------- |
| 01      | 30. September 2017 | 1,72 Mio. | 1,08 Mio.       | 8,5 %       | 16,1 %          |
| 02      | 4. November 2017   | 1,41 Mio. | 0,85 Mio.       | 5,7 %       | 10,7 %          |
| 03      | 16. Dezember 2017  | 1,30 Mio. | 0,80 Mio.       | 5,9 %       | 11,6 %          |
| 04      | 24. März 2018      | 1,51 Mio. | 0,89 Mio.       | 6,9 %       | 12,1 %          |
| 00005   | 5. Mai 2018        | 1,29 Mio. | 0,82 Mio.       | 6,8 %       | 13,0 %          |
| 006     | 9. Juni 2018       | 1,26 Mio. | 0,70 Mio.       | 6,4 %       | 11,7 %          |
| 007     | 18. August 2018    | 0,96 Mio. | 0,63 Mio.       | 5,4 %       | 11,5 %          |
| 008     | 22. September 2018 | 1,10 Mio. | 0,57 Mio.       | 5,0 %       | 7,9 %           |